# Petr Tulpa
Petr Tulpa (* 14. dubna 1958 Vsetín) je český pedagog a politik. V letech 2006 až 2010 byl starostou města Jablonec nad Nisou, v letech 2012 až 2024 pak zastupitelem Libereckého kraje (navíc též radním a později i náměstkem hejtmana).

## Politické působení
V letech 1982 - 1989 byl aktivním členem tehdejší KSČ. V roce 2002 kandidoval poprvé a úspěšně do městského zastupitelstva Jablonce nad Nisou jako nezávislý kandidát na kandidátce sdružení US-DEU a jablonecké osobnosti. Úspěšnou kandidaturu ještě zopakoval v letech 2006 a 2010 (nez. kandidát - DOMOV NAD NISOU) a v letech 2006 - 2010 vykonával funkci starosty města.
Od roku 2010 je členem strany Starostové pro Liberecký kraj (SLK) a v letech 2012 až 2024 byl zastupitelem a radním Libereckého kraje (znovu zvolen 2016 a 2020). Na podzim 2021 neúspěšně kandidoval za uskupení Piráti a Starostové do Poslanecké sněmovny.
V krajských volbách v roce 2024 obhajoval z pozice člena hnutí SLK post zastupitele Libereckého kraje z předposledního místa kandidátky. Tentokrát však zvolen nebyl.